# Louis Schuijer

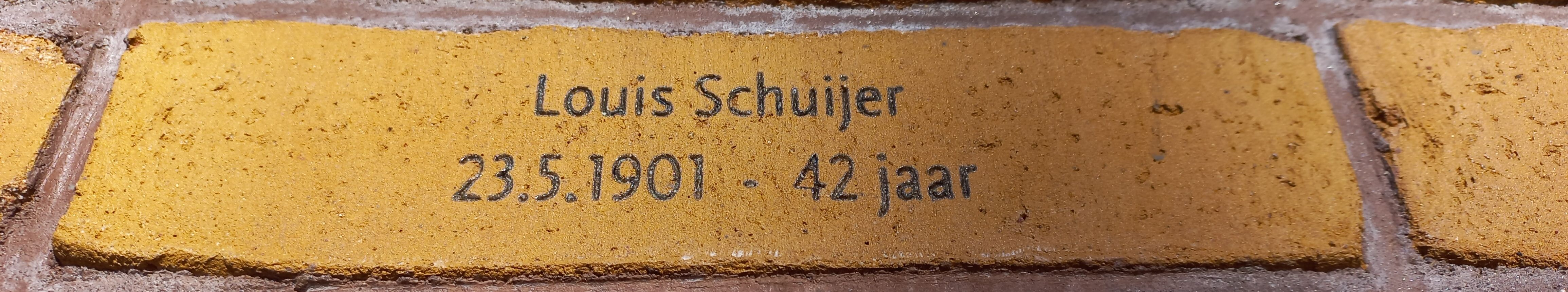
Steen in Nationaal Holocaust Namenmonument (november 2022)

Louis (Lou) Schuijer (Den Haag, 23 mei 1901 – Sobibór, 11 juni 1943) was een Nederlands cellist.
Schuijer was de zoon van de componist Sam Schuijer en Elisabeth Alter. In 1927 verloofde hij zich met Liesje van Creveld, van een huwelijk kwam het vermoedelijk niet. Sinds juni 1941 was hij getrouwd met violiste Evalina Salzedo.
Hij studeerde eerst aan de Haagse Muziekschool. Vervolgens trok het naar het Conservatorium van Amsterdam om er les te krijgen van Isaäc Mossel op cello en Bernard Zweers in muziektheorie. Hij werd, na twee optredens als solist, solo-cellist in het Haarlemsche Orkestvereeniging, maar speelde ook wel met het Residentie Orkest. In 1923 had hij zitting in het Residentie-Strijkkwartet samen met Eddy Waivisz  (1e viool), zijn vader Sam Schuijer (tweede viool) en Salomon Wertheim (altviool), Hij ging vervolgens werken in Duitsland; hij werd in 1925 solo-cellist bij het symfonieorkest in Frankfurt am Main en cellist in het strijkkwartet rondom Anton Witek. Vanaf 1928 was hij solo-cellist bij het filharmonisch orkest te Stuttgart. Zijn loopbaan eindigde daar in 1933; hij werd als Jood slachtoffer van opkomend Nazi-Duitsland.
In 1934 werd hij solocellist en tweede dirigent achter Leo Pappenheim van het Hofstadorkest. 
Vervolgens vond hij in 1937 emplooi bij het Utrechtsch Stedelijk Orchest. Vanaf 1938 was hij cellodocent aan het Haags Conservatorium. Dagblad Het Vaderland merkte in 1939 op dat hij "in de voorste rij der Europeesche cellisten-solisten" stond. In 1940 vormde hij samen met zijn toekomstig echtgenote Evalina Salzedo (eerste viool), Cora Borawitz (tweede viool) en Mien Kan (alt) het maar kort bestaande Stichtsch Strijkkwartet (1940-1942). Later in de Tweede Wereldoorlog was hij cellist in het Joodsch Symphonie-Orkest.
Schuijer en zijn echtgenote werden op 11 juni 1943 te Sobibór omgebracht. Zij hadden geen kinderen.